# Aciphylla polita

Aciphylla polita

Aciphylla polita är en flockblommig växtart som beskrevs av Thomas Frederic Cheeseman. Aciphylla polita ingår i släktet Aciphylla och familjen flockblommiga växter. Inga underarter finns listade i Catalogue of Life.